# Dirk Orlishausen
Dirk Orlishausen (Sömmerda, 15 agosto 1982) è un ex calciatore tedesco, di ruolo portiere.

## Carriera
Ha iniziato la sua carriera da professionista nel club della sua città natale FSV Sömmerda, dove ha giocato fino alla stagione 2005-06, prima del trasferimento al FC Rot-Weiß Erfurt. Dopo undici partite in panchina, Orlishausen diventa titolare al posto di Michael Ratajczak, giocando 26 partite nella sua prima stagione e rimanendo titolare fino al suo trasferimento al Karlsruhe nell'estate del 2011.

## Palmarès

### Club

#### Competizioni nazionali
- 3. Liga: 1

Karlsruhe: 2012-2013